# Nineta Gusti
Nineta Climescu-Gusti, mai cunoscută ca Nineta Gusti, (n. 14/27 noiembrie 1913, Iași – d. 4 iunie 2002, Crevedia, județul Dâmbovița) a fost o actriță română de teatru și film. A primit titlul de Artist Emerit (1956).

## Biografie
A copilărit la Vălenii de Munte, în casa pictorului Nicolae Tonitza. Casa copilăriei sale a făcut-o apoi să-și dorească să aibă și ea o casă la țară.
A urmat cursurile Conservatorului de Artă Dramatică din București, având-o ca profesoară pe Lucia Sturdza-Bulandra. După absolvire, a fost actriță la teatrele Armatei, Bulandra, Nottara și Teatrul de Comedie. A debutat în 1955 pe scena Teatrului Nottara  cu rolul  Suzanne din piesa Nunta lui Figaro, în regia lui Val Mugur. A jucat în spectacole precum Steaua fără nume de Mihail Sebastian, Trei surori de Anton Cehov, Slugă la doi stăpâni de Carlo Goldoni, Omul cu mârțoaga de George Ciprian, Moș Goriot de Honoré de Balzac, Căsătoria de Nikolai Gogol, Casa cu două intrări de Pedro Calderón de la Barca, Filumena Marturano de Eduardo De Filippo, Doctor fără voie de Molière etc. A interpretat roluri și în piesele de teatru radiofonic.
Actrița a afirmat că teatrul a fost marea ei iubire: „La teatru mă simțeam ca la mine acasă; era meseria mea; erau rolurile mele care îmi aparțineau și mi-au fost toate la fel de dragi. Deși aveam emoții puternice de fiecare dată, n-am zbârcit-o niciodată”.
Nineta Gusti a debutat în cinematografie cu un rol în filmul Avalanșa (1958) regizat de Gheorghe Turcu. A fost căsătorită timp de 15 ani cu actorul Radu Beligan, cu care nu a avut copii. Vorbind despre căsătorie, ea a afirmat următoarele: „Cât despre căsătorie, eu nu am ținut niciodată la asta și nici nu cred în ea. Am fost împreună 15 ani cu Radu Beligan, dar nu mai știu câți dintre anii ăștia am fost căsătoriți; noi am fost 15 ani împreună”.
A primit titlul de Artist Emerit (1956).
Actrița a părăsit Bucureștiul prin 1970, mutându-se la Crevedia, unde a locuit într-o casă țărănească cu curte. Avea în fața casei o grădiniță cu flori pe care o îngrijea. În ultimii ani, a dus un trai mai greu: uneori nu a avut nici măcar lemne cu care să-și încălzească soba, iar acoperișul casei s-a ruinat. UNITER-ul îi trimitea în fiecare lună pachete cu alimente, iar la Gala Artiștilor din 2001 a fost premiată cu 80 de milioane de lei vechi. În februarie 2002 a suferit o pareză, fiind țintuită la pat și trebuind să renunțe la fumat. Vorbind despre moarte cu o lună înainte de deces, Nineta Gusti a spus: „Eu nu cred în moarte, ci în plecare; o să plec pe o planetă cu oameni mai buni și mai frumoși care să se iubească între ei”.

## Activitatea teatrală
- Alice în țara minunilor (teatru radiofonic, 1971) - Regina de Cupă

## Filmografie
- Steaua fără nume (teatru radiofonic, 1954) - eleva Zamfirescu
- Doi vecini (1959) - soția avocatului Theodorescu-Fălciu
- Avalanșa (1959)
- Telegrame (1960)
- Bădăranii (1960) - bucătăreasa
- La tribunal (film TV, 1962)
- Un surîs în plină vară (1964)
- Doi băieți ca pîinea caldă (1965)
- Balul de sîmbătă seara (1968)
- Canarul și viscolul (1970)
- Petrecerea (film TV, 1970)
- Ciuta (film TV, 1970)
- Idolul și Ion Anapoda (1971)
- Metamorfoze (1972)
- Puterea și adevărul (1972)
- Astă seară dansăm în familie (1972) - mama lui Mimi
- Ultimul cartuș (1973) - doamna Evelyne, patroana bordelului
- Parașutiștii (1973)
- Operațiunea Monstrul (1976) - mama lui Corneliu
- Instanța amînă pronunțarea (1976)
- Serenadă pentru etajul XII (1976)
- Râul care urcă muntele (1977)
- Eu, tu, și... Ovidiu (1978) - călătoarea în vârstă
- Iată femeia pe care o iubesc (1981)
- De dragul tău, Anca! (1983)
- Singur de cart (1983)
- Liliacul înflorește a doua oară (1988) - Bunica

## Distincții
Pentru meritele sale artistice, actrița Nineta Gusti a primit următoarele distincții:
- titlul de Artist Emerit al Republicii Populare Romîne (6 iulie 1956) „cu prilejul împlinirii a 10 ani de la înfințarea Teatrului Armatei, pentru merite deosebite în muncă”[3]
- Ordinul Meritul Cultural clasa a III-a (6 noiembrie 1967) „pentru merite deosebite în domeniul artei dramatice”[7]